# 奧爾斯黑德 (紐約州)
奧爾斯黑德（英語：Owls Head）是位於美國紐約州富蘭克林縣的非建制地區。

## 歷史
奧爾斯黑德的郵局自1892年營運至今。

## 地理
奧爾斯黑德所處的海拔為高於海平面467米（即1532英呎），而該地所採用的時區為UTC-5，即北美东部时区（EST）。同時該地設有夏令時間，為UTC-5調快一小時，即UTC-4（EDT）。